# Misumenoides
Misumenoides es un género de arañas de la familia Thomisidae.
Se encuentra en flores, es un depredador, capaz de atacar presas más grandes que ellas.

## Especies
- Misumenoides annulipes (O. P.-Cambridge, 1891)
- Misumenoides bifissus F. O. P.-Cambridge, 1900
- Misumenoides blandus (O. P.-Cambridge, 1891)
- Misumenoides carminatus Mello-Leitão, 1941
- Misumenoides chlorophilus (Holmberg, 1881)
- Misumenoides corticatus Mello-Leitão, 1929
- Misumenoides crassipes (Keyserling, 1880)
- Misumenoides dasysternon Mello-Leitão, 1943
- Misumenoides decipiens Caporiacco, 1955
- Misumenoides depressus (O. P.-Cambridge, 1891)
- Misumenoides eximius Mello-Leitão, 1938
- Misumenoides formosipes (Walckenaer, 1837)
- Misumenoides fusciventris Mello-Leitão, 1929
- Misumenoides gerschmanae Mello-Leitão, 1944
- Misumenoides illotus Soares, 1944
- Misumenoides magnus (Keyserling, 1880)
- Misumenoides nicoleti Roewer, 1951
- Misumenoides nigripes Mello-Leitão, 1929
- Misumenoides nigromaculatus (Keyserling, 1880)
- Misumenoides parvus (Keyserling, 1880)
- Misumenoides paucispinosus Mello-Leitão, 1929
- Misumenoides proseni Mello-Leitão, 1944
- Misumenoides quetzaltocatl Jiménez, 1992
- Misumenoides roseiceps Mello-Leitão, 1949
- Misumenoides rubrithorax Caporiacco, 1947
- Misumenoides rubroniger Mello-Leitão, 1947
- Misumenoides rugosus (O. P.-Cambridge, 1891)
- Misumenoides similis (Keyserling, 1881)
- Misumenoides tibialis (O. P.-Cambridge, 1891)
- Misumenoides variegatus Mello-Leitão, 1941
- Misumenoides vigilans (O. P.-Cambridge, 1890)
- Misumenoides vulneratus Mello-Leitão, 1929